# Giovanni Battista Quarantotti
Giovanni Battista kardinal Quarantotti, italijanski rimskokatoliški duhovnik, škof in kardinal, * 27. september 1733, Rim, † 15. september 1820.

## Življenjepis
8. marca 1816 je bil povzdignjen v kardinala in pectore.
22. julija 1816 je bil ponovno povzdignjen v kardinala in imenovan za kardinal-duhovnika S. Maria in Ara Coeli.
10. maja 1820 je bil imenovan za prefekta Kongregacije za propagando vere.